# Montserrat Casassas i Simó
Montserrat Casassas i Simó (1925) és una pedagoga catalana. Filla dels també pedagogs Enric Casassas i de Carme Simó, va estudiar Pedagogia a la Universitat de Barcelona i va anar a treballar una temporada a les Canàries. Dirigí una escola privada a Sabadell i el 1963 es va traslladar a Nicaragua, on fou assessora pedagògica del Ministeri d'Educació i catedràtica de la Universitat de Managua. En ocasió d'unes protestes d'estudiants contra la dictadura de Somoza, es va posar activament al costat dels alumnes i la van desposseir dels càrrecs i perseguir, per la qual cosa s'exilià a Costa Rica, on ha estat també reconeguda com a impulsora de la renovació pedagògica i el Ministeri d'Educació li va encarregar assessorament. Ha publicat llibres sobre temes pedagògics i un tractat de Psicologia.

## Obra
- Montserrat, mujer montaña: un camino pedagógico, amb Ana Heinze[3]